# Liste der Baudenkmale in Samtens
In der Liste der Baudenkmale in Samtens sind alle Baudenkmale der Gemeinde Samtens (Landkreis Vorpommern-Rügen) und ihrer Ortsteile aufgelistet. Grundlage ist die Veröffentlichung der Denkmalliste des Landkreises Vorpommern-Rügen, Auszug aus der Kreisdenkmalliste vom August 2015.

## Samtens
| ID    | Lage                                       | Bezeichnung                      | Beschreibung | Bild                             |
| ----- | ------------------------------------------ | -------------------------------- | --- | -------------------------------- |
| 00642 | Kastanienallee (Karte)                     | Kirche                           | 1318 erwähnte Kirche; gotische, einschiffige Backsteinkirche vom 15. Jahrhundert mit eingezogenem Chor und Fachwerk-Dachreiter sowie nördl. Sakristeianbau; im 17. Jh. renoviert; Vorbau von 1884; Innen: Barock                                                                             | Weitere Bilder                   |
| 00641 | Kastanienallee 12 (Karte)                  | Pfarrhaus (Schule, Küsterhaus)   | | Pfarrhaus (Schule, Küsterhaus)   |
| 00643 | Pfarrhof 3                                 | Ehem. Pfarrhaus                  | |                                  |
| 00640 | Plüggentiner Straße                        | Friedhof, Leichenhalle           | |                                  |
| 00486 | Plüggentiner Straße                        | Transformatorenhaus              | |                                  |
| 00485 | Plüggentiner Straße 19, 21, 23, 25 (Karte) | Gutshaus                         | 2-gesch., 9-achs. Putzbau von 1888 mit reich gegliederter Fassade; Gut der Familie von Grundis (13. Jh.), dann Klosterbesitz, Familien von der Osten (ab 1520), von Vieregge (ab 1717), von Wolffradt (ab 1730), von der Lancken (ab 1766), von Langen (ab 1901) und Sprickerhof (1914–1945) | Gutshaus                         |
| 00644 | Stralsunder Straße 5 (Karte)               | Wohnhaus                         | | Wohnhaus                         |
| 00645 | Stralsunder Straße 12 (Karte)              | Bahnhof, Stationsgebäude (DB-AG) | | Bahnhof, Stationsgebäude (DB-AG) |

## Quelle
- Denkmalliste des Landkreises Vorpommern-Rügen